# Кичи-Балыкское сельское поселение
Кичи-Балыкское се́льское поселе́ние — муниципальное образование в Малокарачаевском районе Карачаево-Черкесии Российской Федерации.
Административный центр — село Кичи-Балык.

## История
Статус и границы сельского поселения установлены Законом Карачаево-Черкесской Республики от 6 марта 2006 года № 13-РЗ «от 24 февраля 2004 года № 84-РЗ «Об административно-территориальном устройстве Карачаево-Черкесской Республики»

## Население
| 2002 | 2010 | 2012 | 2013 | 2014 | 2015 | 2016 |
| ---- | ---- | ---- | ---- | ---- | ---- | ---- |
| 642  | ↗729 | ↘715 | ↗722 | ↘710 | ↘701 | ↘699 |
| 2017 | 2018 | 2019 | 2020 | 2021 | 2023 | 2024 |
| ↘690 | ↗694 | ↗701 | ↘688 | ↗729 | ↘723 | ↗727 |
| 2025 |      |      |      |      |      |      |
| ↗730 |      |      |      |      |      |      |

## Состав сельского поселения
| № | Населённый пункт | Тип населённого пункта       | Население |
| - | ---------------- | ---------------------------- | --------- |
| 1 | Кичи-Балык       | село, административный центр | ↗676      |
| 2 | Хасаут           | село                         | ↘53       |